# Phryno interdicta
Phryno interdicta är en tvåvingeart som först beskrevs av Walker 1864.  Phryno interdicta ingår i släktet Phryno och familjen parasitflugor. Inga underarter finns listade i Catalogue of Life.